# Marek Daćko
Marek Daćko (ur. 29 marca 1991 w Bartoszycach) – polski piłkarz ręczny, obrotowy, od 2014 zawodnik Górnika Zabrze.
Reprezentant Polski, uczestnik mistrzostw świata we Francji (2017). Najlepszy zawodnik i obrotowy Superligi w sezonie 2016/2017.

## Kariera sportowa
Wychowanek Szczypiorniaka Olsztyn, następnie gracz SMS-u Gdańsk i BKS-u Bochnia. W 2011 został zawodnikiem Piotrkowianina Piotrków Trybunalski, z którym w sezonie 2011/2012 wywalczył awans do Superligi. W 2014, po spadku piotrkowskiej drużyny do I ligi, trafił do Górnika Zabrze. W sezonie 2016/2017, w którym rozegrał 33 mecze i zdobył 203 bramki, został wybrany najlepszym zawodnikiem i najlepszym obrotowym Superligi. W 2018 przedłużył umowę z Górnikiem do 2021; wcześniej o jego pozyskanie zabiegały m.in. Wisła Płock i Motor Zaporoże. W sezonie 2017/2018 rozegrał w Superlidze 31 spotkań i rzucił 126 goli.
29 sierpnia 2017 po tym, jak nie wziął udziału w zorganizowanym 13–17 sierpnia 2017 zgrupowaniu reprezentacji Polski (na wniosek trenera klubowego Rastislava Trtíka), Komisja Dyscyplinarna ZPRP orzekła wobec niego zakaz udziału „w rozgrywkach krajowych i europejskich na okres 3 miesięcy z uwzględnieniem zakazu udziału (...) w co najmniej 7 zawodach mistrzowskich”. 7 września 2017 Komisja Odwoławcza ZPRP zawiesiła karę na okres dwóch lat.
W grudniu 2011 wraz z reprezentacją Polski B wystąpił w turnieju towarzyskim na Słowacji, rzucając w trzech meczach dziewięć bramek. W 2012 uczestniczył w akademickich mistrzostwach świata w Brazylii (4. miejsce). W kadrze A zadebiutował 4 czerwca 2013 w przegranym meczu ze Szwecją (27:29). Dwa pierwsze gole w narodowych barwach zdobył następnego dnia w spotkaniu z Norwegią (23:24). W latach 2012–2014 zaliczył również kolejne występy w reprezentacji B – m.in. na przełomie maja i czerwca 2014 zagrał w trzech meczach podczas międzypaństwowego turnieju na Litwie (zdobył sześć goli). W 2016 powrócił do kadry A, występując w spotkaniach eliminacyjnych do mistrzostw Europy w Chorwacji (2018). W 2017 uczestniczył w mistrzostwach świata we Francji – zagrał we wszystkich siedmiu meczach, w których zdobył 15 bramek.

## Sukcesy
Indywidualne
- Najlepszy zawodnik Superligi w sezonie 2016/2017 (Górnik Zabrze)[5]
- Najlepszy obrotowy Superligi w sezonie 2016/2017 (Górnik Zabrze)[5]
- 2. miejsce w klasyfikacji najlepszych strzelców Superligi: 2016/2017 (203 bramki; Górnik Zabrze)[4]